# Sônia Gomes
Sonia Gomes (Caetanópolis, Minas Gerais, 1948) é uma artista visual afro - brasileira que atualmente vive e trabalha em São Paulo. A artista teve suas primeiras grandes mostras institucionais monográficas no Brasil, no MASP – Museu de Arte de São Paulo e no Museu de Arte Contemporânea de Niterói.
Seus trabalhos também foram incluídos em mostras coletivas institucionais como 56ª Biennale di Venezia, Veneza, Italia (2015); Entangled, Turner Contemporary, Margate, Reino Unido (2017); Revival, The National Museum of Women in the Arts, Washington, EUA (2017); Art & Textiles – Fabric as Material and Concept in Modern Art, Kunstmuseum Wolfsburg, Alemanha (2013); Out of Fashion. Textile in International Contemporary Art, Kunsten – Museum of Modern Art Aalborg, Dinamarca (2013).

## Formação e carreira
Sonia Gomes é formada em Direito mas, logo após o término de sua graduação, dedicou-se paralelamente à produção artística, cursando disciplinas livres de arte na Escola Guignard, da Universidade Estadual de Minas Gerais (UEMG). Em 1994, expõe estruturas abstratas, livros-objeto, colagens, reunidos em torno de questões pictóricas. Dez anos depois, realiza exposição individual de maior projeção, Objetos, em Belo Horizonte. A partir daí começa a receber doações de roupas e tecidos sem uso, que não haviam sido descartados por questões afetivas, o que se tornaria a matéria-prima de seus trabalhos.

## Exposições individuais (seleção)
- 2025, Sonia Gomes – Barroco, mesmo, mostra do Instituto Tomie Ohtake realizada no Museu da Inconfidência, Ouro Preto (MG), Brasil, e no Museu de Arte Contemporânea da Bahia, Salvador (BA), Brasil
- 2024, ...Vivem no compaço do sol, Mendes Wood DM, Paris, França[3]
- 2023, Sonia Gomes: sinfonia das cores, Octógono da Pinacoteca de São Paulo, Brasil[4]
- 2022, Sonia Gomes + Juliana dos Santos, Pivô, São Paulo, São Paulo[5]
- 2022, O mais profundo é a pele (Skin is the deepest part), Pace Gallery, Nova Iorque[6]
- 2021, Lágrima, Mendes Wood DM, São Paulo, Brasil[7]
- 2021,When the sun rises in blue, Blum & Poe, Los Angeles, Estados Unidos[8]
- 2020, Sonia Gomes & Marina Perez Simão, Pace Gallery, Nova Iorque, Estados Unidos[9]
- 2019, Sonia Gomes, Mendes Wood DM, Bruxelas, Bélgica[10]
- 2019, I Rise – I'm a Black Ocean, Leaping and Wide, Salon Berlin-Museum Frieder Burda, Alemanha[11]
- 2018, Sonia Gomes & Marga Ledora, Mendes Wood DM, São Paulo, Brasil[12]
- 2017, A.R. Penck and Sonia Gomes, Hic Svnt Dracones, Nova Iorque, Estados Unidos[13]
- 2018, Ainda assim me levanto, Museu de Arte de São Paulo Assis Chateaubriand (MASP) / Casa de Vidro, São Paulo, Brasil[14]
- 2018, A vida renasce, sempre, Museu de Arte Contemporânea de Niterói (MAC Niterói), Brasil[15]
- 2017, A.R. Penck and Sonia Gomes, Hic Svnt Dracones, Nova Iorque, Estados Unidos[13]
- 2016, Linhas em tramas, Mendes Wood DM, São Paulo, Brasil[16]
- 2014, Nascer Uma Vez Após a Outra, Mendes Wood DM, São Paulo, Brasil[17]
- 2012, Stitch In Time, Mendes Wood DM, São Paulo, Brasil[18]
- 2011, O ritmo da linha, Espaço Cultural Fórum Lafayette, Belo Horizonte, Brasil[19]
- 2008, Um Lugar, BDMG Cultural, Belo Horizonte, Brasil[20]
- 2005, Série Patuás e Torções, Galeria Thomas Cohn, São Paulo, Brasil[21]
- 2004, Etsuko Kobayashi et Sonia Gomes, Edgard Gallery, Paris, França[22]
- 2004, Objetos, Sandra & Marcio, Belo Horizonte, Brasil

## Exposições coletivas (seleção)
- 2024, With My Eyes, The Holy See Pavilion, 60⁰ Exibição Internacional de Arte -La Biennale di Venezia, Itália[23]
- 2024, Resilient Currents: On Communal Re-Existence, Paris, França[24]
- 2024, Dos Brasis: arte e pensamento negro, SESC Quitandinha, Petrópolis, Brasil[25]
- 2023, 35⁰ Bienal de São Paulo: coreografias do impossível, São Paulo, Brasil[26]
- 2023, HARD/SOFT Textiles and Ceramics in Contemporary Art, Museum für angewandte Kunst (MAK), Viena, Áustria[27]
- 2023, Para-raios para energias confusas, Galpão, São Paulo[28]
- 2023, Making Their Mark, The Shah Garg Foundation, Nova Iorque, Estados Unidos[29]
- 2023, The Mother & The Weaver: Art from the Ursula Hauser Collection, Foundling Museum, Londres, Reino Unido[30]
- 2023, Mãos: 35 anos da Mão Afro-Brasileira, Museu de Arte Moderna de São Paulo (MAM-SP), Brasil[31]
- 2023, Linhas Tortas, Mendes Wood DM, São Paulo, Brasil[32]
- 2023, Brasil Futuro: as formas da democracia, Museu Nacional, Brasília; Espaço Cultural Casa das Onze Janelas, Belém; Museu Solar Ferrão, Salvador, Brasil
- 2023, Dos Brasis: arte e pensamento negro, SESC Belenzinho, São Paulo, Brasil
- 2023, Andar pelas bordas: bordado e gênero como práticas de cuidado, Arte 132, São Paulo, Brasil[33]
- 2023, Alvaro Barrington, Grandma's Land, Sadie Coles, Londres, Reino Unido
- 2023, Everyone is an Island After All? Part II, Gesellschaft für Aktuelle Kunst (GAK), Bremen, Alemanha[34]
- 2023, Esfíngico Frontal, Mendes Wood DM, São Paulo, Brasil[35]
- 2023, Tropic of Cancer, Pace Gallery, Palm Beach, Estados Unidos[36]
- 2022, Sensory Poetics: Collecting Abstraction, Solomon R. Guggenheim Museum, Nova Iorque, Estados Unidos[37]
- 2022, Front 2022: Oh, Gods of Dust and Rainbows, Cleveland Triennial for Contemporary Art, Estados Unidos
- 2022, Por muito tempo acreditei ter sonhado que era livre, Instituto Tomie Ohtake, São Paulo, Brasil[38]
- 2022, Courage Before Expectation, The Flag Art Foundation, Nova Iorque, Estados Unidos[39]
- 2022, Contramemória, Theatro Municipal de São Paulo, Brasil[40]
- 2022, Setas e Turmalinas, Casa de Cultura do Parque, São Paulo, Brasil[41]
- 2022, Bispo do Rosário – Eu Vim: Aparição, Impregnação e Impacto, Itaú Cultural, São Paulo, Brasil[42]
- 2022, Transbordar: Transgressões do Bordado, SESC Pinheiros, São Paulo, Brasil[43]
- 2021, Imagens que não se comportam, Museu de Arte do Rio (MAR), Rio de Janeiro, Brasil[44]
- 2021, Carolina Maria de Jesus: Um Brasil para os brasileiros, Instituto Moreira Salles (IMS), São Paulo; Museu de Arte do Rio (MAR), Rio de Janeiro, Brasil[45]
- 2021, Enciclopédia Negra, Pinacoteca de São Paulo; Museu de Arte do Rio (MAR), Rio de Janeiro, Brasil[46]
- 2021, Convergent Evolutions The Conscious of Body Work, Pace Gallery, Nova Iorque, Estados Unidos[47]
- 2021, 13⁰ Bienal de Gwangju: Minds Rising, Spirits Tuning, Gwangju, Coreia do Sul[48]
- 2021, 11⁰ Bienal de Liverpool: The Stomach and the Port, Liverpool, Reino Unido[49]
- 2021, Male Nudes: um salão de 1800 a 2021, Mendes Wood DM, São Paulo, Brasil[50]
- 2021, Portals, Former Public Tobacco Factory, Atenas, Grécia[51]
- 2020, Mecarõ. Amazonia in the Petitgas Collection, Montpellier Contemporain, França[52]
- 2020, At The Noyes House: Blum & Poe, Mendes Wood DM and Object & Thing, The Eliot Noyes House, New Canaan, Estados Unidos[53]
- 2019, Artista, o substantivo no feminino, ArtEEdições Galeria, São Paulo, São Paulo[54]
- 2019, Veredas, Galeria Mendes Wood DM, São Paulo, São Paulo[55]
- 2019, Experimenting with Materiality, Lévy Gorvy, Zurique, Suíça[56]
- 2019, Unconscious Landscape - Works from the Ursula Hauser Collection, Hauser & Wirth Somerset, Reino Unido[57]
- 2018, Histórias Afro-Atlânticas, Museu de Arte de São Paulo Assis Chateaubriand (MASP), Brasil[58]
- 2018, 11a Bienal do Mercosul: O Triângulo Atlântico, Porto Alegre, Brasil[59]
- 2018, Tissage, Tressage, quand la sculpture défilé, Fondation Villa Datris, L'Isle-sur-la-Sorgue, França
- 2017, Everyday Poetics, Seattle Art Museum, Estados Unidos[60]
- 2017, Osso - Exposição-apelo ao amplo direito de defesa de Rafael Braga, Instituto Tomie Ohtake, São Paulo, Brasil[61]
- 2017, Entangled, Turner Contemporary, Margate, Reino Unido
- 2017, Revival, National Museum of Women in the Arts, Washington, D.C., Estados Unidos
- 2016, New Shamans/Novos Xamãs: Brazilian Artists, Rubell Museum, Miami, Estados Unidos[62]
- 2016, Tudo Joia, Bergamin & Gomide, São Paulo, Brasil[63]
- 2016, Brasil, Beleza?!, Museum Beelden aan Zee, Haia, Países Baixos[64]
- 2016, Aquilo Que Nos Une, Caixa Cultural Rio de Janeiro, Brasil[65]
- 2016, Revolution in the Making: Abstract Sculpture by Women 1947-2016, Hauser Wirth & Schimmel, Los Angeles, Estados Unidos[66]
- 2016, Histórias/Histories: Contemporary Art From Brazil, University of South Florida Contemporary Art Museum (USF), Flórida, Estados Unidos[67]
- 2015, No Man's Land: Women Artists From The Rubell Family Collection, Rubell Museum, Miami; National Museum of Women in The Arts, Washington, D.C., Estados Unidos[68]
- 2015, All the World’s Futures, 56⁰ Exibição Internacional de Arte-La Biennale di Venezia, Itália
- 2015, 19⁰ Sesc_Video Brasil: Panoramas do Sul, Associação Cultural Video Brasil, São Paulo, Brasil
- 2015, The Poetry in Between: South to South, Goodman Gallery, Cidade do Cabo, África do Sul[69]
- 2015, Made By...Feito por Brasileiros, Cidade Matarazzo, São Paulo, Brasil[70]
- 2013, A Nova Mão Afro-Brasileira, Museu Afro Brasil, São Paulo, Brasil[71]
- 2013, Art & Textiles - Fabric as Material and Concept in Modern Art, Kunstmuseum Wolfsburg, Alemanha[72]
- 2013, Out of Fashion. Textile in International Contemporary Art, Kunsten Museum of Modern Art Aalborg, Dinamarca[73]
- 2012, Alphabet of the Magi, Mendes Wood DM, São Paulo, Brasil[74]
- 2011, Meditation, Trance, Mendes Wood DM, São Paulo, Brasil[75]
- 2008, Impulsos, Galeria Emma Thomas, São Paulo, Brasil[76]
- 2008, Oferenda, Galeria Rhys Mendes, Jardim Canadá, Brasil[77]
- 2006, Brasil Imaginário, Galeria Estação, São Paulo, Brasil[78]
- 2006, X Bienal Nacional de Santos, Brasil[79]
- 2006, Encontro com a Arte, XLVII Encontro do BID, Belo Horizonte, Brasil
- 2005, Chita Bacana, SESC Belenzinho, São Paulo, Brasil
- 1998, Processos Tridimensionais, Casa da Saudade, Belo Horizonte, Brasil

### Museus e coleções
- 2024; 2022,Trópico 22, Centre Pompidou, Paris, França[80]
- 2024; 2004, Memória, Museum of Modern Art (MoMA), Nova Iorque, Estados Unidos[81]
- 2023, Pavão Vermelho; 2020, Vestido 1, 2, 3 e 4; 2018, Eros, Museu de Arte de São Paulo (MASP), Brasil[82][83]
- 2022; 2018, Sem título(série Raíz),The Museum of Fine Arts, Houston (MFAH), Estados Unidos[84]
- 2022; 2008, Dança, Museu de Arte do Rio de Janeiro (MAR), Brasil[85]
- 2022; 2018, Correnteza, National Gallery of Art, Washington, D.C., Estados Unidos[86]
- 2021, Sem título (série Torções), Pérez Art Museum Miami (PAAM), Estados Unidos[87]
- 2021; 2020, A feiticeira mascarada, Pinacoteca de São Paulo, Brasil[88]
- 2021; 2019, The Ninth (sére Torções), Minneapolis Institute of Art, Estados Unidos[89]
- 2019; 2018, Sem título (série Pendente), Museo de Arte Latinoamericano de Buenos Aires (MALBA), Argentina[90]
- 2019; 2007, Sem título, San Antonio Museum of Art, Estados Unidos[91]
- 2018; 2009, Sem título, Solomon R. Guggenheim Museum, Nova Iorque, Estados Unidos[92]
- 2015; Tantas Estórias; Feito na América; Sem título (série Torção),Rubell Museum, Miami, Estados Unidos[93]
- Museu Afro Brasil, São Paulo, Brasil
- Museo Nacional Centro de Arte Reina Sofía, Madrid, Espanha
- Museum Frieder Burda, Baden-Baden, Alemanha
- Tate Modern, Londres, Reino Unido
- Muzeum Susch, Zernez, Suíça

## Prática artística
Sonia Gomes trabalha com a produção de esculturas e instalações concebidas a partir de materiais do cotidiano — como roupas, arames e mobiliários — evocando as tradições afro-brasileiras e os modos feminizados de fazer arte das margens das histórias. A característica principal do seu fazer artístico é a utilização de tecidos que foram encontrados ou que recebe por meio de doações. Ao costurar e torcer esses fragmentos, que já possuem uma história prévia ao contato com ela, Sonia sintetiza em suas estruturas orgânicas a memória do material em si, frente às questões raciais e emocionais incrustadas na identidade do brasileiro.

## Publicações

### Livros
- "Assombrar o mundo com beleza", org. Paulo Miyada (2025)[94]
- "Um poema desenhado" (2024)[95]
- "A vida renasce/ainda me levanto" (2018)[83]
- "SONIA GOMES" (2017)[96]